# Camille Tihon
Camille Tihon (Remicourt, 25 juni 1890 - Schaarbeek, 7 juli 1972) was een Belgisch archivaris. Hij was algemeen rijksarchivaris van 1939 tot 1955.

## Biografie
Camille Tihon behaalde de graad van doctor in de letteren en wijsbegeerte aan de Université de Liège met het proefschrift La Principauté et le diocèse de Liège sous Robert de Berghes (1557-1564). In 1912 maakte hij zijn intrede in het Rijksarchief. Hij ging aan de slag in het Rijksarchief te Bergen, maar werd tijdens de Eerste Wereldoorlog gedetacheerd naar het Rijksarchief te Luik. Vanaf 1919 werkte hij in het Algemeen Rijksarchief. Hier volgde hij op 1 oktober 1939 Dieudonné Brouwers op, zodat hij de lastige taak had de archieven veilig door de Tweede Wereldoorlog te loodsen. Bekroning van Tihons carrière was de Archiefwet van 24 juni 1955. In dat jaar ging hij met pensioen.
Het archiefwerk belette Tihon niet ook een rijke carrière als historicus uit te bouwen. Zo was hij onder meer lid van het Belgisch Historisch Instituut in Rome. Van deze instelling was hij vanaf 1948 zeven jaar lang voorzitter. Op 6 juni 1955 werd hij gekozen tot plaatsvervangend lid van de Koninklijke Commissie voor Geschiedenis.

## Publicaties (selectie)
- La Principauté et le diocèse de Liège sous Robert de Berghes, 1557-1564, Luik, Vaillant-Carmanne, 1922.
- Lettres d'Urbain V, 1362-1370, Rome, Institut historique belge, 1928-1932.
- Correspondance de Bouteville, vol. 2, Brussel, Kiessling et Imbreghts, 1934. (met Eugène Hubert)
- 'Les archives de l'État en Belgique pendant la guerre', in Archives, Bibliothèques et Musées de Belgique 17, 1946, 1-11.
- Lettres de Grégoire XI, 1371 - 1378, 4 vol., Analecta Vaticano-Belgica, Brussel/Rome, Institut historique de Rome, 1958-1975.
- 'Aperçus sur l'établissement des lombards dans les Pays-Bas aux XIIIe et XIVe siècles', in Revue belge de Philologie et d'Histoire 39, 1961, 334-364.